# Кенкіяцький сільський округ
Кенкія́цький сільський округ (каз. Кеңқияқ ауылдық округі, рос. Кенкиякский сельский округ) — адміністративна одиниця у складі Темірського району Актюбінської області Казахстану. Адміністративний центр — село Кенкіяк.
Населення — 6068 осіб (2021; 5165 у 2009, 5114 у 1999, 711 у 1989).
В радянські часи існувало окремо селище Кенкіяк, однак станом на 1989 рік перебувало у складі смт Шубарші і підпорядковувалось Шубаршийській селищній раді. Окремо існувала Кенкіяцька сільська рада (села Башенколь, Сорколь, Копа, Кумсай). Селище Кенкіяк було відновлено пізніше і станом на 1999 рік значилось як село. Кенкіяцький сільський округ був утворений 2011 року зі складу село Башенколь і території площею 144,00 км² Саркольського сільського округу та села Кенкіяк і території площею 295,32 км² Шубаршийської селищної адміністрації.

## Склад
До складу округу входять такі населені пункти:
| Населений пункт | Населення, осіб (1989) | Населення, осіб (1999) | Населення, осіб (2009) | Населення, осіб (2021) |
| --------------- | ---------------------- | ---------------------- | ---------------------- | ---------------------- |
| Башенколь, село | 711                    | 337                    | 211                    | 53                     |
| Кенкіяк, село   | -                      | 4777                   | 4954                   | 6015                   |